# Polski Związek Hodowców Koni Arabskich
Polski Związek Hodowców Koni Arabskich (PZHKA) – stowarzyszenie powołane 4 stycznia 1997 roku w celu rozwoju i doskonalenia hodowli koni czystej krwi arabskiej w Polsce. 
W skład związku wchodzą hodowcy z państwowych stadnin w Białce, Janowie Podlaskim, Kurozwękach i Michałowie oraz prywatni hodowcy koni arabskich.
PZHKA jest członkiem stowarzyszonym Światowej Organizacji Konia Arabskiego (WAHO). Członkowie związku wchodzą ponadto w skład Komitetu Wykonawczego oraz zasiadają w komisjach (Ksiąg Stadnych, Pokazów i Sportowej) Europejskiej Organizacji Konia Arabskiego (ECAHO).